# Packt
Packt ist ein auf den Bereich der IT- und Software-Themen fokussierter Verlag mit Sitz in Birmingham (Großbritannien) und Mumbai (Indien), der 2004 gegründet wurde. Er bietet neben gedruckten Büchern auch E-Books, Video-Tutorials und Artikel für Softwareentwickler, Administratoren und Nutzer an.
Der Verlag bietet täglich im Rahmen der Aktion „free-learning“ ein E-Book zum kostenlosen Download an.